# Radio Nacional Esquel
Radio Nacional Esquel es una emisora argentina que transmite en 560 kHz por AM y 88.7 MHz por FM desde la ciudad de Esquel, Provincia del Chubut. Su área de transmisión abarca el noroeste del Chubut, incluyendo la zona cordillerana y de la meseta.
Transmite parte de la programación de Radio Nacional Buenos Aires (Cabecera de Radio Nacional Argentina) completando con programación original. Entre estos programas incluyen deportes, opinión, música galesa, servicios, mensajes al poblador rural, historia, música patagónica y folclórica, rock nacional y latinoamericanos.

## Historia
La estación radial inició sus transmisiones regulares el 25 de noviembre de 1961. El acto oficial comenzó a las 20:00 y fue emitido en vivo por LRA 1 Buenos Aires contando con varias autoridades. El horario de transmisión era de 10:00 a 15:00 y de 18:00 a 24:00.
En la década de 1990, se remontaron años de abandono, durante los cuales la emisora se sostuvo al aire por la voluntad de sus trabajadores y de la comunidad. en 2005, fue mejorada con reequipamiento, un estudio para la transmisión en FM y la producción de contenidos locales. En la actualidad, la emisora posee más de 55 producciones locales, repartidas entre las transmisiones en AM y FM.